# Людвік Алембек
Людвік Валеріан Алембек, Людвік Валеріян Альнпех (після 1653, Львів — після 1699) — львівський міщанин, лікар, райця та бургомістр Львова; доктор філософії, доктор медицини.

## Життєпис
Правдоподібно, його батько — Валеріян Альнпех, мати — Катажина Габерманувна. Навчався в університеті у Кракові, де став бакалавром у 1682 році, і магістром у 1684 році. Пізніше здобув ступені докторів філософії, медицини, переїхав до Львова. Король Ян ІІІ Собеський призначив його своїм «прибічним» лікарем, також ординатором заснованого ним шпиталю оо. боніфратрів у Львові в 1695 році. У 1699 році обраний членом Ради Львова.
1682 року надруковано його віршований панегірик для 20-ти кандидатів Краківської академії «Pantheon virtutis et sapientiae».
Мав дочку Зузанну Теодору, яку охрестили 1 квітня 1690 року у Львівській латинській катедрі.